# Looking Glass Studios
Looking Glass Studios, foi uma desenvolvedora de jogos eletrônicos americana com sede em Massachusetts. A empresa foi fundada inicialmente por Paul Neurath e Ned Lerner com o nome de Blue Sky Productions em 1990, sendo renomeada mais tarde para Looking Glass Technologies e em 1992 finalmente renomeada para Looking Glass Studios. O estúdio teve diversos jogos cancelados e passou por outros problemas financeiros durante sua existência, o que resultou no seu término em 2000.
Foi uma empresa bastante ambiciosa, invadora e tinha o foco na imersão em seus jogos. A Looking Glass Studios trouxe diversas inovações para a indústria de jogos da época, incluindo o gênero novo de jogos que passou a ser chamado de "immersive sim" (algo como simulador imersivo), que mais tarde foi visto em outros jogos como Deus Ex. É a desenvolvedora responsável pela criação das séries Thief e System Shock.
Seu primeiro jogo foi Ultima Underworld: The Stygian Abyss que foi muito bem recebido, vendendo quase 500.000 cópias.

## Jogos
| Título                                    | Ano  | Plataformas                       |
| ----------------------------------------- | ---- | --------------------------------- |
| Ultima Underworld: The Stygian Abyss      | 1992 | DOS, PlayStation(em 1997)         |
| Ultima Underworld II: Labyrinth of Worlds | 1993 | DOS                               |
| System Shock                              | 1994 | DOS, Macintosh                    |
| Flight Unlimited                          | 1995 | DOS, Microsoft Windows, Macintosh |
| Terra Nova: Strike Force Centauri         | 1996 | DOS                               |
| British Open Championship Golf            | 1997 | Windows 95                        |
| Flight Unlimited II                       | 1997 | Microsoft Windows                 |
| Thief: The Dark Project                   | 1998 | Microsoft Windows                 |
| System Shock II                           | 1999 | Microsoft Windows                 |
| Flight Unlimited III                      | 1999 | Microsoft Windows                 |
| Thief Gold                                | 1999 | Microsoft Windows                 |
| Thief II: The Metal Age                   | 2000 | Microsoft Windows                 |